# Luis Martínez de Merlo
Luis Martínez de Merlo (Madrid, 1955) es un poeta y traductor español. Entre sus traducciones destacan la Divina comedia de Dante y Las flores del mal de Charles Baudelaire, esta última galardonada con el Premio Stendhal de traducción.

## Trayectoria poética
Su carrera poética se inició con De algunas otras veces, poemario escrito a finales de 1975, que fue galardonado con el VII premio de poesía «Puente cultural» y publicado, en la editorial Dante, en junio de ese año, antes de que el autor, que cursaba por entonces estudios de Filología Hispánica, hubiera cumplido los veinte años de edad.
Su segundo libro, Alma del tiempo, incluye también todos los poemas del libro anterior, configurando en él su Libro Primero, más otros nuevos, escritos en 1975 y 1976. Alma del tiempo fue finalista del Premio El Bardo 1977, y publicado en la colección así llamada de la editorial Lumen. El crítico Rolando Camozzi, en una reseña publicada por entonces, hablaba del predominio del «verso libre, armonioso, de largo aliento, con matices narrativos», aunque destacaba también la predilección del autor por los sonetos blancos. Para Camozzi, la poesía de Martínez de Merlo tiene dos ejes temáticos: la dialéctica entre la palabra y la muerte, y la exaltación de la belleza, «como afirmación y negación a un tiempo […] de la realidad como permanencia y duración (sustancia) de las cosas y su fluyente fugacidad (devenir)».
En 1982 Martínez de Merlo publicó su tercer poemario, Fábula de Faetonte, que recoge poemas publicados entre 1977 y 1982. Alma del tiempo y Fábula de Faetonte configuran una tetralogía poética llamada «Retrato de joven desconocido»,  junto con El elegido, que no vio la luz hasta 2001, en Cuba, y 1983, un diario poético del año del título, que apareció en 1995.
En 1984 obtiene el Premio Ciudad de Alcalá por su quinto libro de poesía, Orphenica Lyra, que aparece en 1985, prologado por Leopoldo Alas, que define el libro como una "sinfonía para soneto y haiku". Orphenica Lyra es en realidad una antología de la obra del autor que por entonces permanecía inédita.
La obra de Luis Martínez de Merlo posterior a su primera trilogía se integra en un vasto proyecto al que el autor ha dado el nombre de "Libro infinido", inspirado en los hexagramas del I Ching, que consta de seis líneas poéticas independientes.
De la tercera línea (Libro Infinido III), titulada Mester y mundo, apareció el volumen I en 2013; recoge poemas escritos entre 1983 y 2013. En el prólogo a Mester y mundo I, Yoandy Cabrera señala como característica principal que "logra conjugar en parte de su poesía el tono coloquial con la perfección métrica y estrófica", así como "la vocación estrófica y la plasticidad".
La cuarta línea (Libro Infinido IV) se caracteriza, en palabras del propio autor; por «el manifiesto culturalismo temático la saturación retórica, el guiño erudito, la filiación clasicista la estructura del soneto en endecasílabo blanco, la elevación del registro lingüístico, el velado sincretismo, el uso generalizado del monólogo dramático, el enmarañamiento de referencias [y] la densidad sensorial» a esta línea pertenece el libro Silva de sirenas.
La quinta línea (Libro Infinido V) que corresponde a "la poesía de carácter más marcadamente inspirado, más visionaria", se ha publicado hasta el momento un solo libro, El trueno, la mente perfecta, en 1996

## Traducciones
Se ha dedicado casi exclusivamente a la traducción de poesía, con alguna incursión en el teatro francés del siglo XVII, tanto del francés como del italiano. Son muy destacables sus traducciones, para la editorial Cátedra, muy difundida en el ámbito educativo, de dos clásicos de la literatura universal: la Divina comedia de Dante y Las flores del mal de Charles Baudelaire, esta última ganadora del Premio Stendhal de traducción. Uno de sus focos de interés son los poetas simbolistas franceses (Jules Laforgue, Charles Cros, Paul Verlaine, el citado Baudelaire) y la poesía italiana medieval.
En 2013 retradujo la Divina comedia, en la misma editorial Cátedra, persiguiendo sobre todo acercar el ritmo del endecasílabo al pentámetro yámbico. 
Ha reflexionado frecuentemente sobre la traducción de poesía en revistas como Vasos Comunicantes, Ínsula o TRANS: Revista de Traductología.

## Libreto de ópera
Martínez de Merlo es autor del libreto de una ópera titulada Francesca o el infierno de los enamorados, a la que puso música el compositor Alfredo Aracil. El argumento está basado en el episodio de Paolo y Francesca en la Divina comedia. Se estrenó en la Sala Olimpia de Madrid el 28 de marzo de 1989.

## Obras principales

### Poesía
- De algunas otras veces. Madrid: Libros Dante, 1975. ISBN 9788485120147.
- Alma del tiempo. Madrid: Lumen, 1978. Colección El Bardo. ISBN 84-264-2729-4.
- Fábula de Faetonte. Madrid: Hiperión, 1982. ISBN 9788475170781.
- 1983. Madrid: Libertarias, 1984. ISBN 9788476833582.
- Orphenica Lyra. Alcalá de Henares: Fundación Colegio del Rey, 1985. Prólogo de Leopoldo Alas. ISBN 9788439838859.
- Donde dije digo. Móstoles: A la luz del candil, 2001. ISBN 9788493176656
- Silva de sirenas. Madrid: La Palma, 2001. ISBN 9788495037327.
- El elegido. Retrato de joven desconocido III. Pinar del Río (Cuba): Ediciones Cauce, 2001. ISBN 978-959-7150-01-5.
- Oro parece. Madrid: Hiperión, 2002. ISBN 9788475177468.
- Canciones de amigos /Rosa pálido. Madrid: Odisea, 2003. Colección Inverso. ISBN 84-95470-29-2 (Portada y textos contrapuestos).
- Maitines y completas. Santa Cruz de Tenerife: Idea, 2006. ISBN 9788496640035.
- Mester y mundo I. Madrid: Hypermedia, 2013. Edición y prólogo de Yoandy Cabrera. ISBN 9781490351117.
- Les petits riens. Málaga: Arroyo de la Manía, 2019.

### Novela
- Un hombre anticuado. Móstoles: A la luz del candil, 2005. ISBN 9788496000060.

#### Relato breve
- Rosa pálido / Canciones de amigos. Madrid: Odisea, 2003. Colección Inverso. ISBN 84-95470-29-2 (Portada y textos contrapuestos).

### Antologías y crítica literaria
- El grupo poético de 1610. Promoción y Ediciones: 1986. ISBN 84-7461-789-8.

- La poesía de José Infante. Córdoba: Francisco Gálvez, 1990. ISBN 84-404-7281-1.

### Traducciones

#### Del francés
- Las flores del mal (Charles Baudelaire). Madrid: Cátedra. 1991. Edición bilingüe. ISBN 84-376-0953-4.
- 40 poemas (Charles Cros). Tarazona: Olifante, 1992. Edición bilingüe. ISBN 84-85815-32-7
- Grotescos y bizarros. Cincuenta y un sonetos del Barroco francés. Edición bilingüe. Madrid: Hiperión, 1995. Edición bilingüe. ISBN 84-7517-435-3.
- Treinta y seis sonetos (Paul Verlaine). Madrid: Hiperión, 1995. Edición bilingüe. ISBN 84-7517-433-7. (2001: 2ª edición revisada: ISBN 84-7517-677-1).
- El sollozo de la tierra (Jules Laforgue). Madrid: Pre-Textos, 2000. Edición bilingüe. ISBN 9788481912913.
- Horacio; Rodógine; Nicomedes (Pierre Corneille). Madrid: Gredos, 2005. ISBN 9788424927893.
- El misántropo o el atrabiliario enamorado (Molière). Madrid: Cátedra, 2007. ISBN 978-84-376-2374-0.
- Versos reales (Francisco I de Francia). Málaga: Instituto Municipal del Libro, 2008.
- Oda a Picasso / Picasso (Jean Cocteau). Málaga: Fundación Pablo Picasso/Ayuntamiento de Málaga: 2016 (con Antonio Jiménez Millán).
- Resistencia. Una hoguera en el desierto (Victor Serge). El Perro Malo, 2017. ISBN 978-84-945359-7-0.

#### Del italiano
- Divina Comedia (Dante Alighieri). Madrid: Cátedra, 1988. ISBN 84-376-0729-9.
- Diez sonetos y Elogio de la rosa (Gianbattista Marino). Madrid: Insignos, suplemento de la revista Signos, 1989.
- Tres poetisas italianas del Renacimiento. Vittoria Colonna, Gaspara Stampa, Chiara Matraini. Madrid: Hiperión, 1995. Edición bilingüe. ISBN 84-7517-233-4.
- Cantos escogidos (Giacomo Leopardi). Madrid: Hiperión, 1998. Edición bilingüe. ISBN 84-7517-594-5.
- Vida nueva (Dante Alighieri). Madrid: Cátedra, 2003. Edición bilingüe. ISBN 978-8437620541.
- Poesía completa (Guido Cavalcanti). Madrid: Cátedra, 2021. ISBN 978-8437642932.